# Амурзет
Амурзет (рос. Амурзет) — село та районний центр в Октябрському районі Єврейської автономної області Російської Федерації.
Входить до складу муніципального утворення Амурзетське сільське поселення. Населення становить 5051 особа (2010).

## Історія
Згідно із законом від 26 листопада 2003 року органом місцевого самоврядування є Амурзетське сільське поселення.

## Населення
| 1939 | 1959  | 1970  | 1979  | 1989  | 2002  | 2010  |
| ---- | ----- | ----- | ----- | ----- | ----- | ----- |
| 1227 | ↗2792 | ↗4189 | ↗5172 | ↗6243 | ↘5382 | ↘5051 |